# Mycetophila galibisi
Mycetophila galibisi är en tvåvingeart som beskrevs av Lane 1955. Mycetophila galibisi ingår i släktet Mycetophila och familjen svampmyggor. Inga underarter finns listade i Catalogue of Life.